# Klaus Havenstein (Fußballspieler)
Klaus Havenstein (* 15. Juni 1949 in Belgershain) ist ein ehemaliger deutscher Fußballspieler. In der höchsten Spielklasse des DDR-Fußballs, der Oberliga, spielte er für die BSG Chemie Böhlen.

## Sportliche Laufbahn
Havenstein begann seine fußballerische Laufbahn bei der heimatlichen Betriebssportgemeinschaft (BSG) Traktor in Belgershain. Als Juniorenspieler wechselte er zur BSG Aktivist Espenhain, die er nach zwei Jahren in Richtung seiner früheren Gemeinschaft verließ. Danach spielte er bei der BSG Traktor in Otterwisch sowie der BSG Chemie Böhlen und bei der BSG Motor Grimma.
Nach seiner Schulausbildung hatte er eine Schweißerlehre abgeschlossen. Zum Grundwehrdienst bei der NVA im November 1973 nach Zeithain eingezogen, spielte Havenstein zunächst für die dortige ASG Vorwärts Zeithain. Bereits am 3. Dezember 1973 wurde er zur Armeesportgemeinschaft Vorwärts Löbau delegiert, die in der Saison 1973/74 in der zweithöchsten Spielklasse, der Liga, vertreten war. In Löbau spielte Havenstein nach dem Abstieg aus der Zweitklassigkeit bis zum Mai 1975 in der Bezirksliga Dresden.
Anschließend schloss sich Havenstein wieder der Ligaelf von Chemie Böhlen an, mit der der Stürmer 1976 Torschützenkönig seiner Ligastaffel mit 15 Toren wurde. Seine Treffsicherheit war maßgeblich für den ersten Oberligaaufstieg der Böhlener im Frühjahr 1977 mitverantwortlich, als er Rang 2 in der Torschützenliste der Staffel D mit 13 Treffern hinter Erhard Gröger belegte und zwei weitere Tore in der Aufstiegsrunde markierte. In der Oberliga-Saison 1977/78 gewann Havenstein auf Anhieb die Torjägerkrone mit erneut 15 Treffern, die zum überraschenden Klassenerhalt der Rand-Leipziger beitrugen. Im folgenden Jahr reichten seine 10 Tore und die Leistungen seiner Teamkameraden dann nicht mehr zum Verbleib in der Oberliga.
Die Ligasaison 1979/80 war umso erfolgreicher: In 22 Ligaspielen erzielte er 30 Tore und Chemie schaffte über die Aufstiegsrunde die sofortige Rückkehr ins ostdeutsche Oberhaus. Trotz der 17 Saisontore Havensteins stieg die Mannschaft umgehend wieder ab. Abermals kehrte das Team bereits im Folgejahr mit sechs Havenstein-Toren in der Aufstiegsrunde in die Oberliga zurück und dem Vollblutstürmer gelangen 1982/83 noch einmal 13 Tore in der Beletage des DDR-Fußballs. Nach dem dritten Abstieg wurde der Angreifer noch dreimal in Folge Torschützenkönig in seiner DDR-Ligastaffel, aber zu seinen 55 Toren in 92 Erstligaspielen kamen keine weiteren mehr hinzu.

## (Spieler-)Trainerlaufbahn
Seine Karriere ließ Klaus Havenstein als Spielertrainer ausklingen. Noch mit über 50 Jahren spielte er für den Otterwischer SV. Danach trainierte er unter anderen den SV Klinga-Ammelshain, den SV Eiche Wachau und den Bornaer SV. Ab der Saison 2006/07 war er für den SV Naunhof 1920 verantwortlich. Seit Sommer 2018 trainiert Havenstein die 1. Mannschaft der SG Leipzig-Bienitz.

## Trivia
- Er wurde in der Saison 1977/78 Oberliga-Torschützenkönig.
- Insgesamt sechs Mal war Havenstein Torschützenkönig in der jeweiligen Ligastaffel der Böhlener.